# Piazza Brembana

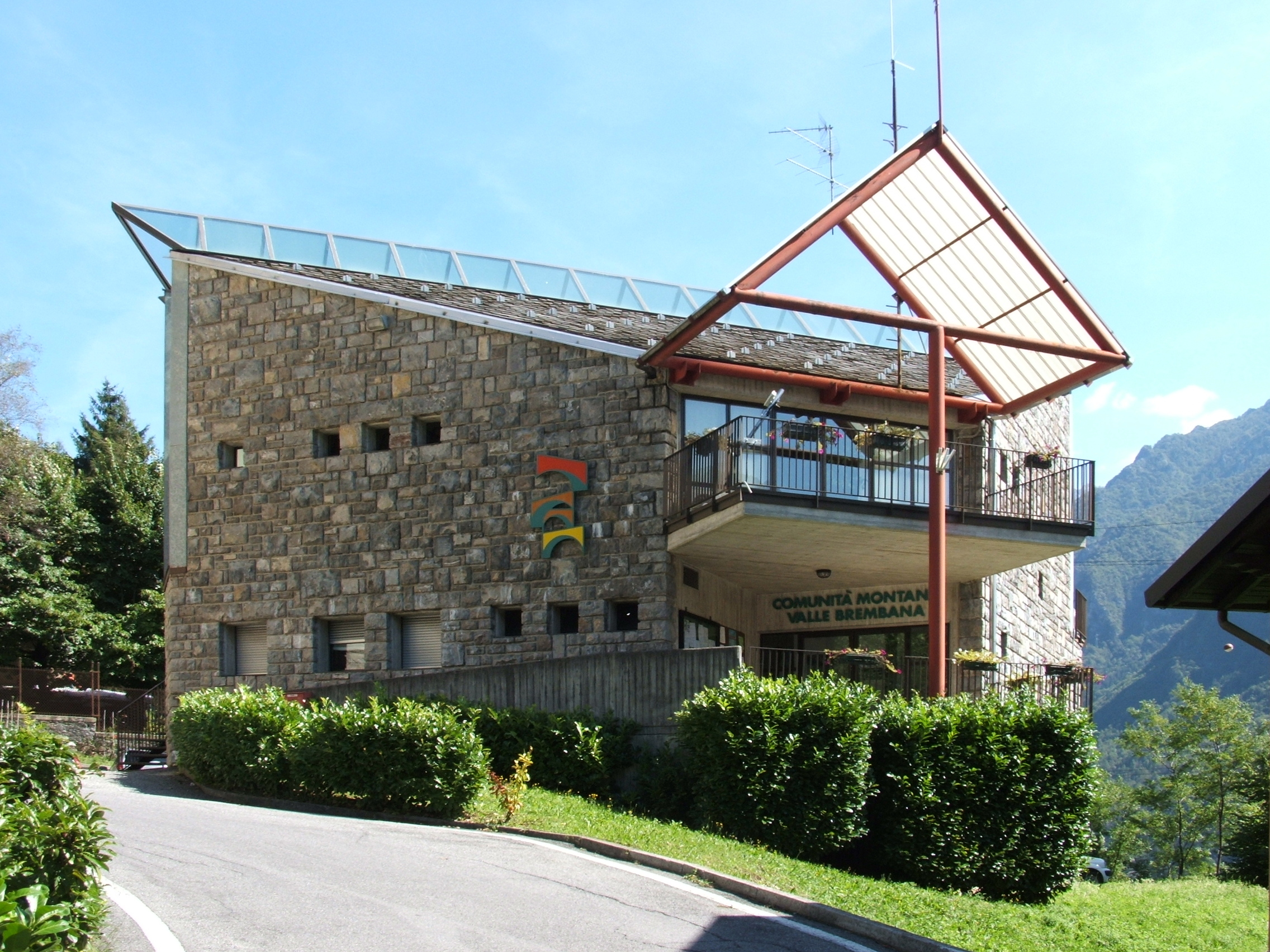
Sídlo horské komunity v údolí Brembana.

Piazza Brembana je komuna (obec) v provincii Bergamo v italském regionu Lombardie, která se nachází asi 70 kilometrů severovýchodně od Milána a asi 30 kilometrů severně od Bergama.
Piazza Brembana sousedí s následujícími obcemi: Camerata Cornello, Cassiglio, Lenna, Olmo al Brembo, Piazzolo, Valnegra.

## Lidé
- Alessandro Carmelo Ruffinoni, (1943) biskup z Caxias du Sul